# Enrique Corbella Albiñana
L'enginyer Enrique Corbella Albiñana (Lleida 10.III.1904 – Madrid, 23.I.2000) va ser un destacat militar, amb el grau de capità en el cos d'enginyers, que també pertanyia al Colegio de Ingenieros Aeronáuticos de España. I que destaca en la investigació del motor de dos temps.

## Fets destacats
- Presentació de la patent per Mejoras en la Fabricación de Embolos para Motores de dos Tiempos (4/05/1940)
- Presentació de la patent pel Sistema para Evitar los Desgastes Anormales en los Motores de Dos Tiempos – (30/04/1955)
- Aproximadament el 1957, presentació de diversos prototips de motors aeronàutics de 2, 4 i 6 cilindres, en arquitectura boxer. El 2 cilindres de 18 CV per motovelers (planadors motoritzats). 4 cilindres de 35 CV per petits monoplaces. I el 6 cilindres de 55 CV per biplaces.
- El 1962, apareix un llibre escrit per ell Herramientas de Corte para Metales : Generalidades, Ed. Dossat, Madrid[Enllaç no actiu].